# 八戸市立種差小学校
八戸市立種差小学校（はちのへしりつ たねさししょうがっこう）は、青森県八戸市鮫町、種差海岸近くにあるに市立小学校。

## 概要
2023年度時点の在校児童は19人。
校歌は佐藤春夫作詞、下總皖一作曲。佐藤が、種差海岸を訪れてその美しさを絶賛したと耳にした校長の久保栄が1953年夏に佐藤へ手紙を送って依頼し、佐藤は「風景を知っているだけでは……」と一度は断ったものの、久保から教育理念などを訴えた手紙で重ねて懇請されて引き受けた。

## 沿革
公式サイト「学校の沿革」などによる。
- 1876年（明治9年） - 白浜尋常小学校設立。校舎は、浜通村白浜の民家を借用した。
- 1899年（明治32年） - 鮫村浜道通（現:白浜生活館所在地）に校舎移転。
- 1902年（明治35年）7月6日 - 鮫村遥望石20番地に、種差尋常小学校創立。
- 1906年（明治39年） - 白浜尋常小学校深久保分校設立。
- 1918年（大正7年）3月31日 - 深久保分校廃。
- 1928年（昭和3年）1月17日 - 校舎全焼。
- 1929年（昭和4年）12月23日 - 大槻窪に校舎新築。
- 1936年（昭和11年）
  - 5月13日 - 白浜尋常小学校・種差尋常小学校、両校ともに廃校。
  - 12月3日 - 両校を合併し、現在地に新校舎落成。
- 1941年（昭和16年）4月1日 - 国民学校令により、種差国民学校に改称。
- 1945年（昭和20年）8月9日 - 太平洋戦争下の空母艦載機による機銃掃射で、校舎に多数の弾痕。
- 1947年（昭和22年）
  - 1月27日 - 学校給食開始。
  - 3月29日 - 合併10周年記念式典挙行。
  - 4月1日 - 学制改革により、八戸市立種差小学校に改称。同日、種差中学校を併設。
- 1953年（昭和28年）
  - 4月6日 - 種差中学校を廃止し、南浜中学校となる。
  - 12月3日 - 校歌制定。
- 1954年（昭和29年）4月10日 - 校章、バッヂを制定。
- 1958年（昭和33年）
  - 3月17日 - 校舎全焼。
  - 8月30日 - 校歌掲載額が完成。
  - 9月8日 - 校舎新築落成。
  - 9月26日 - 校旗制定。
- 1980年（昭和55年）11月5日 - 創立100周年記念式典挙行。
- 1987年（昭和62年）
  - 2月21日 - 校舎新築落成・創立110周年記念式典挙行。
  - 11月21日 - 校庭工事完了（バックネット設置）。
- 1995年（平成7年）11月20日 - 校歌石碑を移築。
- 1996年（平成8年）11月3日 - 創立120周年記念式典挙行。
- 2006年（平成18年）11月2日 - 創立百三十周年記念式典挙行。
- 2013年（平成25年）5月25日 - 三陸復興国立公園記念式典に、6年生参加。
- 2016年（平成28年）
  - 6月15日 - 海洋教育パイオニアスクール校指定。
  - 7月3日 - 創立140周年記念の140枚連凧揚げ。
  - 10月30日 - 創立140周年記念式典挙行。
  - 12月22日  - 種差小景観かるた完成。
- 2018年（平成30年）2月20日 - リサイクルハウス完成（ウサギ小屋改修工事完了）。

## アクセス
- 八戸市営バス深久保バス停下車後、徒歩約270m・約4分。
- JR東日本八戸線
  - 種差海岸駅から、徒歩約1.2km・約18分。
  - 陸奥白浜駅から、徒歩約1.3km・約19分。
- 八戸久慈自動車道種差海岸階上岳ICから、車で約6.3km・約11分。

## 周辺
- 南浜児童館 - 本校敷地内
- 天照皇大神宮
- 青森県道1号八戸階上線
- JR東日本八戸線
- 三陸復興国立公園